# アントニオ・ベルノッキ
アントニオ・ベルノッキ（イタリア語: Antonio Bernocchi、ミラノ、1859年1月17日 - ミラノ、1930年12月8日）はイタリアの実業家。イタリア北部ロンバルディア州のレニャーノに繊維工場を建設した。

## 生涯
1859年1月17日、イタリア北部のロンバルディア州のカステッランザで生まれた。彼はロドルフォ・ベルノッキ(Rodolfo Bernocchi)とアンジェラ・コロンボ(Angela Colombo)の間に生まれた3人の息子の1人。
彼はブストアスシーツォの技術学校に通ったが中退した。その後は15才で、父の漂白工場を手伝った。1898年、家族とともに繊維事業を開始し、工場をNerviano、Cerro Maggiore、Angeraに建設した。彼はレニャーノ市長に就任した。 1929年、イタリアの勲章を授与され、また、イタリア王国の上院議員となった。1930年12月8日、ミラノで死亡した。ミラノ記念墓地内にある、アレッサンドロ・ミーニが設計し、ジャンニノ・カスティリオーニが建築した、バベルの塔をイメージした、ミラノ・ディ・ミメルノー記念碑に埋葬されている。

## リンク
- コッパ・ベルノッキ